# Rouvroy-sur-Marne
Rouvroy-sur-Marne – miejscowość i gmina we Francji, w regionie Grand Est, w departamencie Górna Marna.
Według danych na rok 1990 gminę zamieszkiwało 315 osób, a gęstość zaludnienia wynosiła 37 osób/km².